# Wasilij Sokołow (piłkarz)
Wasilij Nikołajewicz Sokołow, ros. Василий Николаевич Соколов (ur. 30 stycznia?/12 lutego 1912 w Jarcewo, w guberni smoleńskiej, Imperium Rosyjskie, zm. 3 lipca 1981 w Moskwie, Rosyjska FSRR, ZSRR) – rosyjski piłkarz, grający na pozycji obrońcy, trener piłkarski.

## Kariera piłkarska

### Kariera klubowa
W 1929 rozpoczął karierę piłkarską w miejscowej drużynie Żeldor Jarcewo. Później grał w zespole Zakładu Mechanicznego w Jarcewo (1932-33) i DKA Smoleńsk (1934-36). W październiku 1936 rozegrał jeden mecz w składzie CDKA Moskwa, po czym następnego roku powrócił do DKA Smoleńsk. W 1938 roku przeniósł się do Spartaka Moskwa, w którym osiągnął największe sukcesy. Po ataku Niemiec na ZSRR został piłkarzem Krylja Sowietow Moskwa, ale już w 1942 powrócił do Spartaka, w którym pełnił funkcję kapitana. W 1951 zakończył swoją karierę piłkarską.

## Kariera trenerska
Po zakończeniu kariery piłkarskiej rozpoczął karierę szkoleniowca. Pracował na stanowisku głównego trenera w klubach Spartaka Moskwa (1952-54), Spartak Mińsk (sierpień 1957), Dinamo Tbilisi - 1958, dyrektora (od początku do lipca 1960) i trenera Szachtara Stalino (lipiec-sierpień 1960), dyrektora i trenera Moldovy Kiszyniów (od października 1960 do października 1963 oraz od sierpnia 1970 do końca 1971), dyrektora i trenera Neftyanıka Baku (od sierpnia 1965 do lipca 1966). W 1954 prowadził narodową reprezentację ZSRR, a od początku do czerwca 1964 młodzieżową reprezentację ZSRR. Również trenował narodową reprezentację Konga (od lipca 1964 do lipca 1965) oraz narodową reprezentację Czadu (od 1969 do maja 1970). W 1942 opiekował się stadionem Spartaka Moskwa. Zmarł 3 lipca 1981 w Moskwie. Został pochowany na cmentarzu Kuncewskim.

## Sukcesy i odznaczenia

### Sukcesy klubowe
- mistrz ZSRR: 1938, 1939
- brązowy medalista Mistrzostw ZSRR: 1940, 1948, 1949
- zdobywca Pucharu ZSRR: 1938, 1939, 1946, 1947, 1950
- finalista Pucharu ZSRR: 1948

### Sukcesy trenerskie
- mistrz ZSRR: 1952, 1953
- wicemistrz ZSRR: 1954
- finalista Pucharu ZSRR: 1952
- mistrz I Igrzysk Afrykańskich: 1965 (z Kongiem)

### Sukcesy indywidualne
- wybrany do listy 33 najlepszych piłkarzy ZSRR: Nr 1 (1938), Nr 2 (1950)

### Odznaczenia
- tytuł Mistrza Sportu ZSRR
- tytuł Zasłużonego Mistrza Sportu ZSRR: 1946
- Order „Znak Honoru”: 1957